# Sevens Center

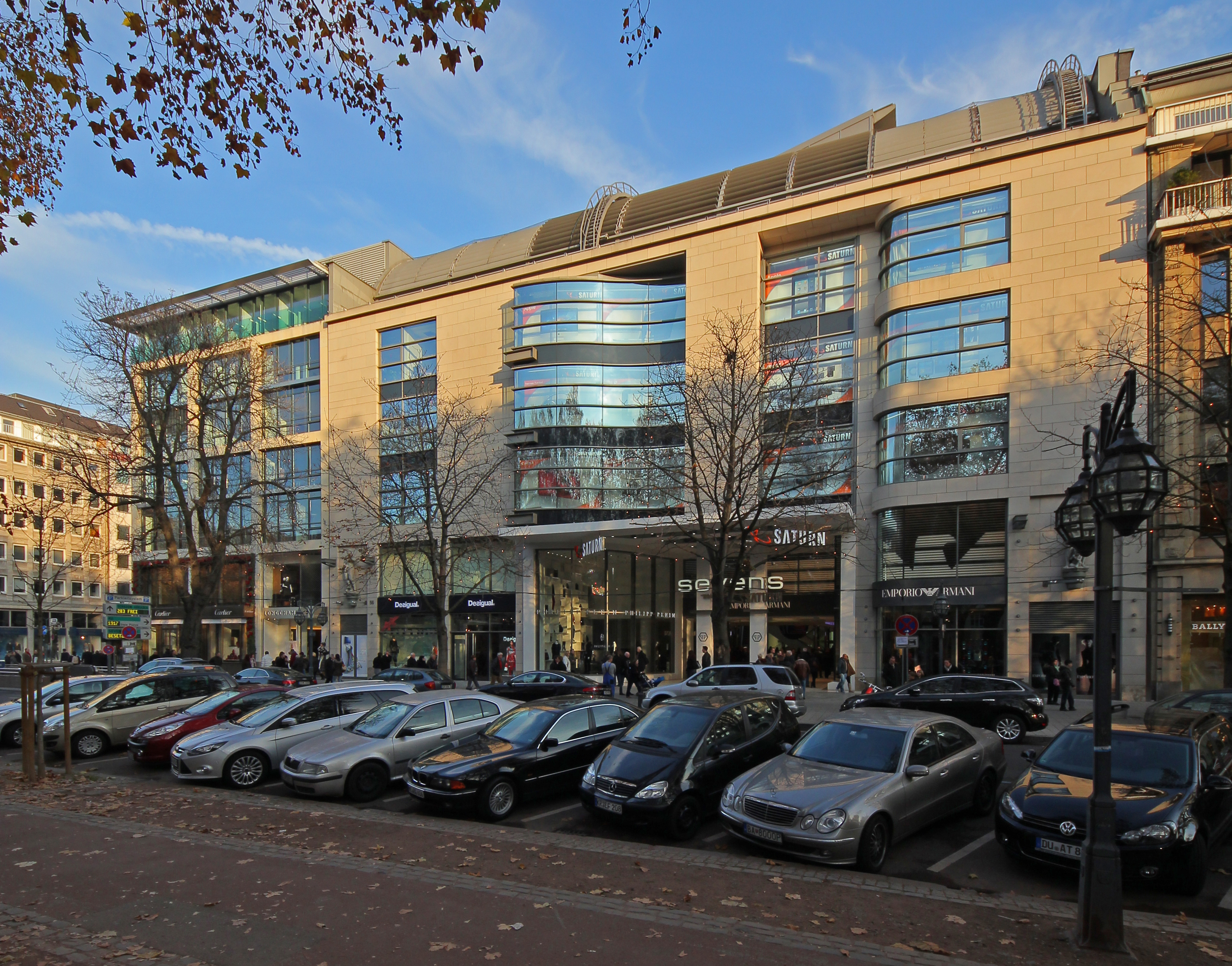
Sevens Center, die alte Hauptfassade zur Königsallee

Zentraler Innenbereich
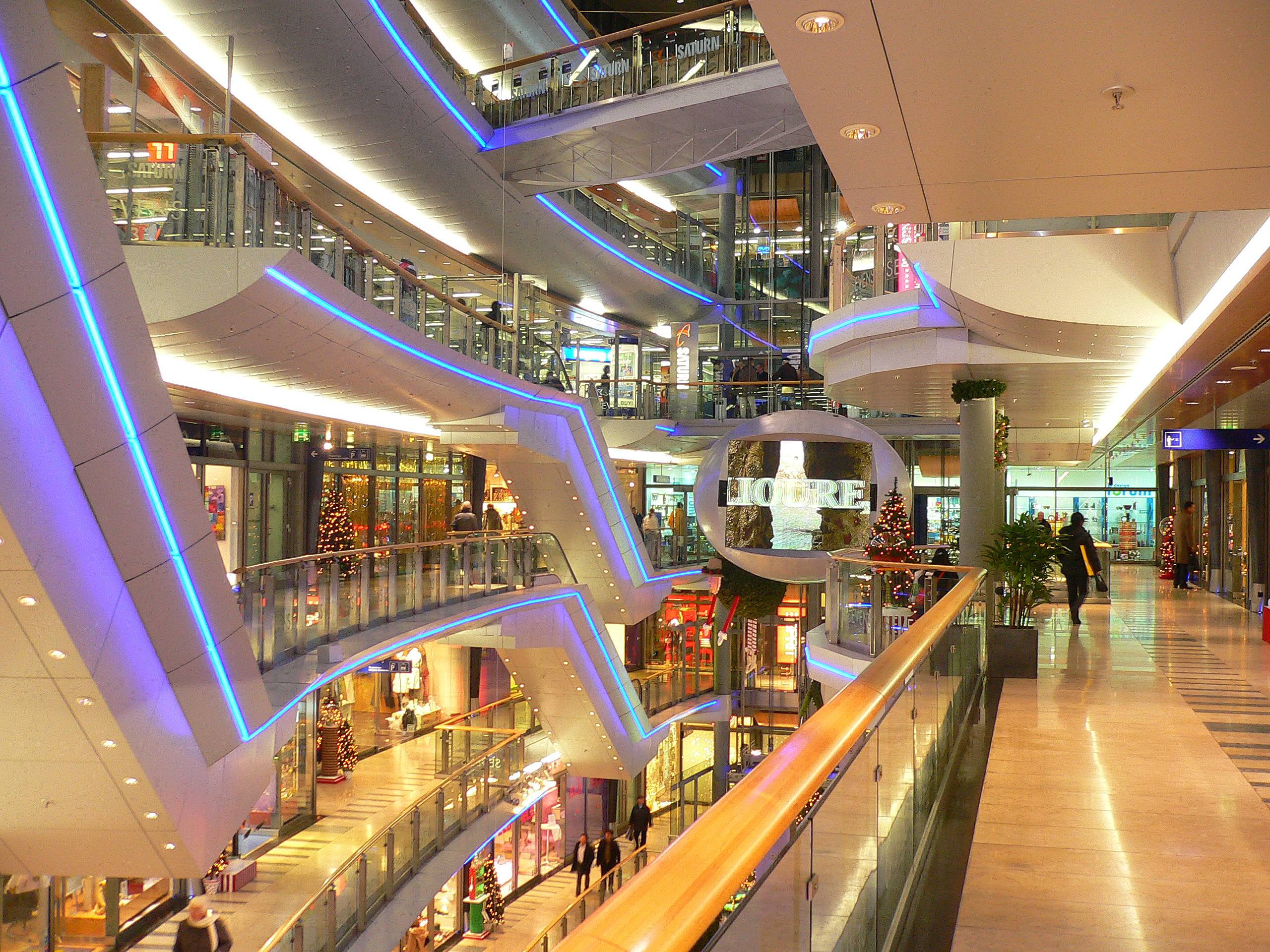
Vor dem Umbau (2005)
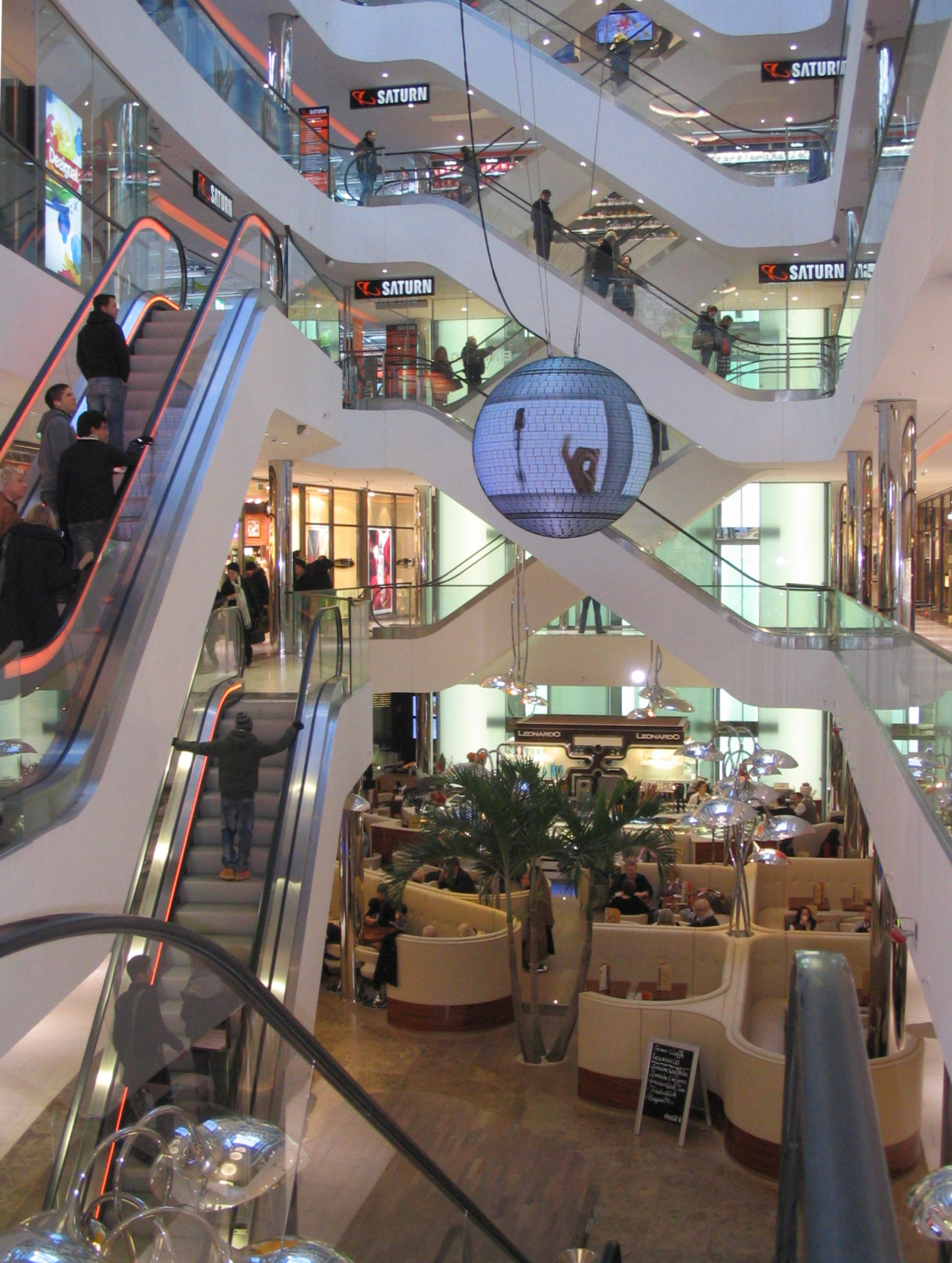
Nach dem Umbau (2012)

Eingangs-Skulpturen von Carl Neuhaus
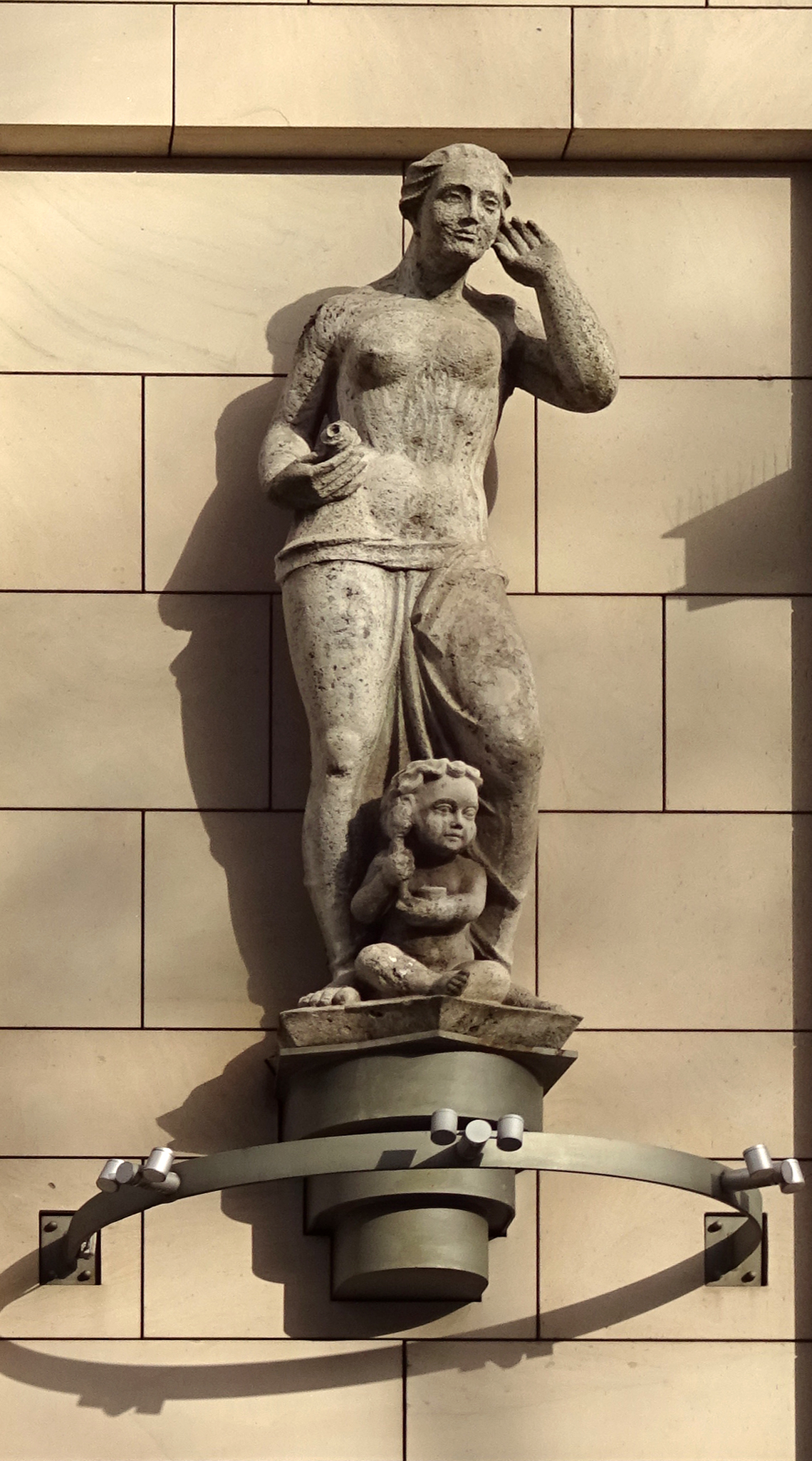
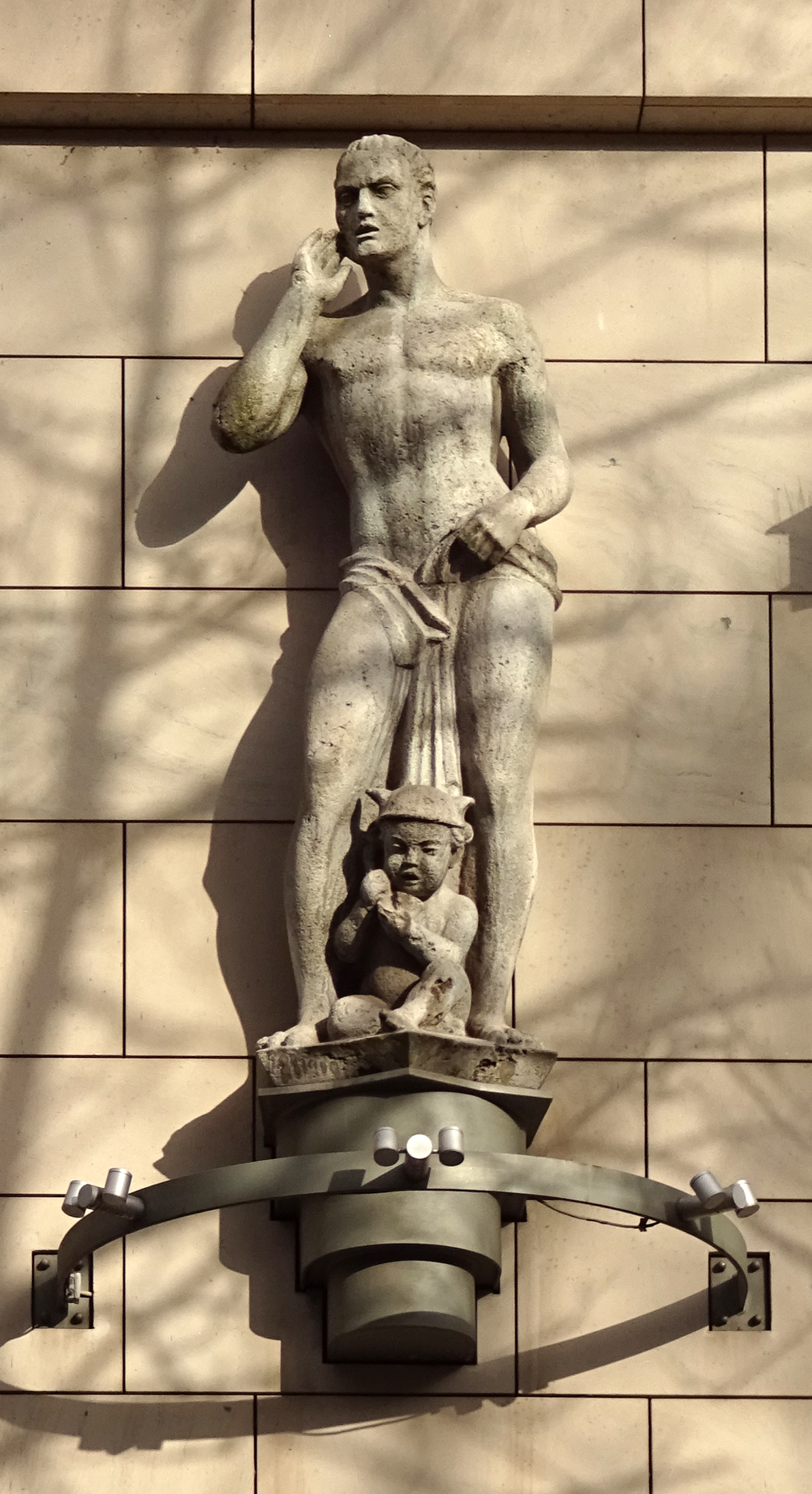

Das Sevens Center ist ein im Oktober 2000 in Düsseldorf an der Königsallee eröffnetes Einkaufszentrum. Mit dem benachbarten Einkaufszentrum Kö-Galerie ist es mit einem Durchgang verbunden.

## Konzepte
Ursprünglich waren alle sieben Etagen des Gebäudes als „Themen-Etagen“ konzipiert – daher rührt auch der Name „Sevens“. Der im Jahr 2011 durchgeführte Umbau inklusive der Neuanlage des Rolltreppensystems resultierte in einer weitreichenden Revitalisierung des Objekts. Die Wiedereröffnung des Centers erfolgte am 17. November 2011.
Das 2011 umgesetzte Konzept entwickelte die COMFORT Center Consulting GmbH, die CORUS Centermanagement GmbH betreibt die Vermietung und das Centermanagement. Die Umgestaltung des Sevens nahm das Architektenbüro RKW Rhode Kellermann Wawrowsky vor, das bereits mit dem Entwurf zum Neubau des Shopping Centers den MIPIM-Award im Jahre 2001 gewonnen hatte.
Bis zum Beginn des Weihnachtsgeschäftes 2012 liefen Bauarbeiten, um im Interesse einer Erhöhung der Laufkundschaft das Einkaufszentrum mit dem benachbarten Einkaufszentrum Kö-Galerie zu verbinden. Dadurch wurde das dazwischen liegende Grundstück des Hauses Steinstraße 11 baulich einbezogen.

## Mieter
Die Elektronikkette Saturn ist der auf den Etagen eins bis fünf vertretene Ankermieter, während in der sogenannten Mall im Erdgeschoss vor allem Mode- und Lifestyle-Marken angesiedelt sind. Im Untergeschoss gibt es neun Restaurants und Bars. Das Sevens beherbergt auf einer Einzelhandelsfläche von etwa 19.000 m² nunmehr rund 35 Mieter, darunter die Designer Philipp Plein und Giorgio Armani sowie einen Desigual-Store.

## Eigentumsverhältnisse
Bauherrin und Eigentümerin des Sevens war zunächst die Sevens Düsseldorf GbR, die zu DeTeImmobilien und der Westdeutschen ImmobilienBank Gruppe gehörte. Seit 2010 ist die Sevens GmbH & Co. KG Eigentümerin des Shopping Centers. Diese wurde anfangs mittelbar gehalten durch die CENTRUM Holding Deutschland GmbH (Gesellschafter Uwe Reppegather) und die SIGNA-RECAP-Gruppe (Gründer René Benko). Später ging das Sevens Center vollständig in die Hände der Signa-Gruppe über. Im Juli 2015 veräußerte Signa Recap das Sevens Center an die US-amerikanische Immobilieninvestmentgruppe CBRE Global Investors, ein operativ unabhängiges Affiliate (nicht konsolidiertes Beteiligungsunternehmen) der CBRE Group.

## Geschichte
An der heutigen Adresse Königsallee 56 befand sich zu Beginn des 19. Jahrhunderts die Königlich Preußische Posthalterei. Ihr angegliedert waren eine Pferdewechselstation und ein Gasthaus. 1864 wurde das Telegraphenamt in die Posthalterei verlegt und aus dem Gasthaus wurde der „Benrather Hof“. Das Gebäude wurde im Zweiten Weltkrieg zerstört, um 1950 wiederaufgebaut und ab 1994 für den Bau des Sevens abgerissen. An der Hauptfassade des Gebäudes Königsallee befinden sich rechts und links Skulpturen des Düsseldorfer Bildhauers Carl Neuhaus. Diese waren im Jahr 1925 für das damals neu erbaute Fernsprechamt erschaffen worden, beim Abriss gerettet und erneut an der Fassade des Event-Kaufhauses „Sevens“ angebracht worden. Zu Füßen der lebensgroßen, barockisierenden Figuren sitzen kleine Putten, die per Telefon miteinander kommunizieren.